# Turma da Mônica: Laços
Turma da Mônica: Laços é um romance gráfico publicado em 2013 pela Panini Comics como parte do projeto Graphic MSP, que traz releituras dos personagens da Turma da Mônica sob a visão de artistas brasileiros dos mais variados estilos. Turma da Mônica: Laços foi escrito e desenhados pelos irmãos Vitor e Lu Cafaggi e conta a história da amizade entre as crianças Mônica, Cebolinha, Cascão e Magali, que vivem uma aventura quando saem à procura de Floquinho, o cãozinho do Cebolinha, que havia fugido de casa. O livro ganhou o 26º Troféu HQ Mix nas categorias Edição especial nacional e Publicação infantojuvenil. Em 2015, foi publicada uma continuação chamada Turma da Mônica: Lições e, em dezembro do mesmo ano, foi anunciado o lançamento de um filme live-action baseado em Laços, lançado em 27 de junho de 2019. Em 2017, foi lançada mais uma sequência, Turma da Mônica: Lembranças.

## Sinopse
Floquinho desapareceu. Para encontrar seu cachorro, Cebolinha contará com a ajuda de seus amigos Cascão, Mônica e Magali, em um plano "infalível".

## Inspiração
A inspiração dos irmãos Cafaggi para a história em quadrinhos veio de filmes infantis dos anos 1980, como Conta Comigo e Os Goonies.

## Outras mídias
Em 2019, a Turma da Mônica - Laços foi adaptada um filme live-action de mesmo nome. Uma sequência de Laços, que será baseada em Turma da Mônica - Lições, está atualmente em desenvolvimento com data de estreia prevista para 10 de dezembro de 2020.

## Prêmios
| Ano  | Prêmio            | Categoria                 | Indicados                        | Resultado | Ref. |
| ---- | ----------------- | ------------------------- | -------------------------------- | --------- | ---- |
| 2014 | 26º Troféu HQ Mix | Edição especial nacional  | Romance "Turma da Mônica: Laços" | Venceu    |      |
| 2014 | 26º Troféu HQ Mix | Publicação infantojuvenil | Romance "Turma da Mônica: Laços" | Venceu    |      |
| 2014 | 26º Troféu HQ Mix | Roteirista Nacional       | Vitor Cafaggi e Lu Cafaggi       | Venceu    |      |
| 2014 | 26º Troféu HQ Mix | Novo Talento - Desenhista | Lu Cafaggi                       | Venceu    |      |
| 2014 | 26º Troféu HQ Mix | Desenhista Nacional       | Vitor Cafaggi                    | Indicado  |      |